# Mario Kart Live: Home Circuit
Mario Kart Live: Home Circuit est un jeu vidéo de course de la série Mario Kart sorti le 16 octobre 2020 sur Nintendo Switch. Développé par Velan Studios, Home Circuit utilise de vraies voitures radiocommandées en forme de kartings dans un univers en réalité augmentée, répondant à la façon dont le joueur joue dans le jeu. Le jeu est sorti pour célébrer le 35e anniversaire de la franchise Super Mario.

## Univers
Mario Kart Live: Home Circuit prend principalement place dans l'environnement réel, dans lequel interviennent des éléments de la série Super Mario visibles depuis la console. Deux personnages sont jouables, Mario et Luigi. Le joueur affronte lors des courses Bowser Jr. et les Koopalings.
Initialement, un total de vingt-quatre « circuits » est proposé, qui interviennent sous la forme d'environnements que le joueur perçoit depuis sa console. Ils sont divisés en huit coupes de trois circuits chacun. Les musiques sont tirées de Mario Kart 8. D'autres thèmes sont également disponibles via mises à jour gratuites. Ils sont également répartis au sein de nouvelles coupes.
| Coupe Champignon       | Coupe Fleur          | Coupe Carapace     | Coupe Étoile      | Coupe Mario          |
| ---------------------- | -------------------- | ------------------ | ----------------- | -------------------- |
| Circuit Live           | Delta poudreux       | Zone de chantier   | Autoroute royale  | Circuit visqueux     |
| Lagon électrifié       | Jardins glacés       | Récif Cheep Cheep  | Forêt Trémolo     | Temple des tonneaux  |
| Marais tuyautés        | Paradis Piranha      | Château de Bowser  | Prairie des vents | Fouilles jurassiques |
| Coupe Banane           | Coupe Feuille        | Coupe Éclair       | Coupe Spéciale    | Coupe Luigi          |
| Arène champis          | Mirage Kamek         | Ateliers des fêtes | Monde 1-1         | Steppes soufflantes  |
| Forteresse des Boos    | Tropiques à malices  | Stade des Chomps   | Glacier Chomp     | Avenue musicale      |
| Tornade sur la toundra | Galaxie Coup-de-vent | Île incandescente  | Route Arc-en-ciel | Cour du Roi Boo      |

## Système de jeu
Home Circuit utilise des objets réels pour construire des pistes de courses, où le joueur affronte des adversaires. Les voitures radiocommandées sont équipés d'une caméra et se déplacent en fonction du joueur sur la Nintendo Switch. Plusieurs objets traditionnels de la série Mario Kart sont inclus dans le jeu. Le jeu prend en charge jusqu'à 4 joueurs, cependant, la course contre les IA est également prise en charge. Le jeu est également configuré pour présenter le mode Grand Prix, dans lequel le joueur affronte Bowser Jr. et des Koopalings, qui, une fois gagné, débloque de nouvelles options de personnalisation et de nouveaux costumes pour les personnages jouables. La création de niveau dans Home Circuit est effectuée en plaçant 4 portiques, qui sont placées pour créer des points de contrôle, qui, une fois franchie, font passer le joueur sur le lap suivant, chaque course comportant 4 laps. Le jeu est également livré avec des flèches, qui peuvent être utilisées pour diriger le joueur vers l'endroit où il doit conduire. Le développeur du jeu, Velan Studios, a déclaré que les commandes du jeu étaient conçues pour être faciles à comprendre, tout en restant fidèles à la série Mario Kart. Velan Studios a également noté que le jeu, malgré son concept inhabituel, aura toujours le même type de jouabilité que les autres jeux Mario Kart.

## Développement
Après avoir créé le concept de réalité mixte pour Home Circuit, Velan Studios a présenté le jeu à Nintendo, qui était « ravi » et a vu « son potentiel ». Home Circuit a été révélé pour la première fois dans un Nintendo Direct tenu le 3 septembre 2020, pour célébrer le 35e anniversaire de la franchise Super Mario, où sa sortie était prévue le 16 octobre 2020. Un ensemble de jouets mettant en vedette Mario et un autre ensemble mettant en vedette Luigi, qui comprendra leurs pilotes respectifs, quatre portiques, des flèches et un câble de recharge USB, ont également été annoncés peu de temps après le Direct, et les pré-commandes sont devenues disponibles sous peu après.

## Accueil
Peu de temps après la révélation du jeu, Ollie Barder de Forbes a fait l'éloge du concept de Home Circuit, notant comment il « a pratiquement sauté de joie » lorsqu'il a vu la bande-annonce du jeu pour la première fois.